# Октябрьский сельсовет (Витебский район)
Октябрьский сельсовет (бел. Акцябрскі сельсавет) — административная единица на территории Витебского района Витебской области Белоруссии. Административный центр — агрогородок Октябрьская.

## История
Сельсовет образован 20 ноября 1938 года.
В 1997 году образован новый населённый пункт — деревня Любово. 
В 2011 году деревни Васюты и Шпили включены в городскую черту Витебска. 

## География

### Расположение
Расположен в юго-восточной части Витебского района.
Граничит с Шапечинским, Новкинским, Вороновским сельсоветами и с г. Витебском.

### Гидрография
Протекают реки: Лучеса, Лососина, Александровский ручей.

## Транспорт
Проходят автомагистрали:
— М-8/ Е95, граница Российской Федерации (Езерище) — Витебск — Гомель — граница Украины (Новая Гута)
— Р-87 Витебск — Высокое (до М-1)
— Р-49 юго-западный обход города Витебска

## Население
Число домохозяйств — 1830.
Численность зарегистрированного населения — 4782 чел.

## Состав
Октябрьский сельсовет включает 21 населённый пункт:
- Барышино — деревня.
- Бондари — деревня.
- Высокая — деревня.
- Железнодорожная станция Заболотинка — посёлок.
- Зазыбы 2 — деревня.
- Заходники — деревня.
- Копти — агрогородок.
- Лобаны — деревня.
- Лососино — деревня.
- Лужино — деревня.
- Любово — деревня.
- Лятохи — деревня.
- Маклаки — деревня.
- Октябрьская — агрогородок.
- Орлово — деревня.
- Селюты — деревня.
- Сокольники — деревня.
- Шапуры — деревня.
- Шульцево — деревня.

Упразднённые населённые пункты:
- Васюты — деревня[5].
- Шпили — деревня[5].

## Культура
В агр. Октябрьская расположен Витебский районный историко-краеведческий музей.
На базе ГУО «Октябрьская средняя школа Витебского района имени И. П. Соболева» в агр. Октябрьская открыта Музейная комната, посвящённая Великой Отечественной войне.

## Достопримечательности
В агрогородке Копти расположен Воинский мемориал имени Ленинского Комсомола.